# 勒特罗纳环形山
勒特罗纳环形山（Letronne）是月球正面位于风暴洋西南岸的一座大撞击坑残迹，约形成于早雨海世，其名称取自十八世纪法国考古学家让-安托万·勒特罗纳（Jean-Antoine Letronne，1787年-1848年），1935年被国际天文学联合会批准接受。

## 描述

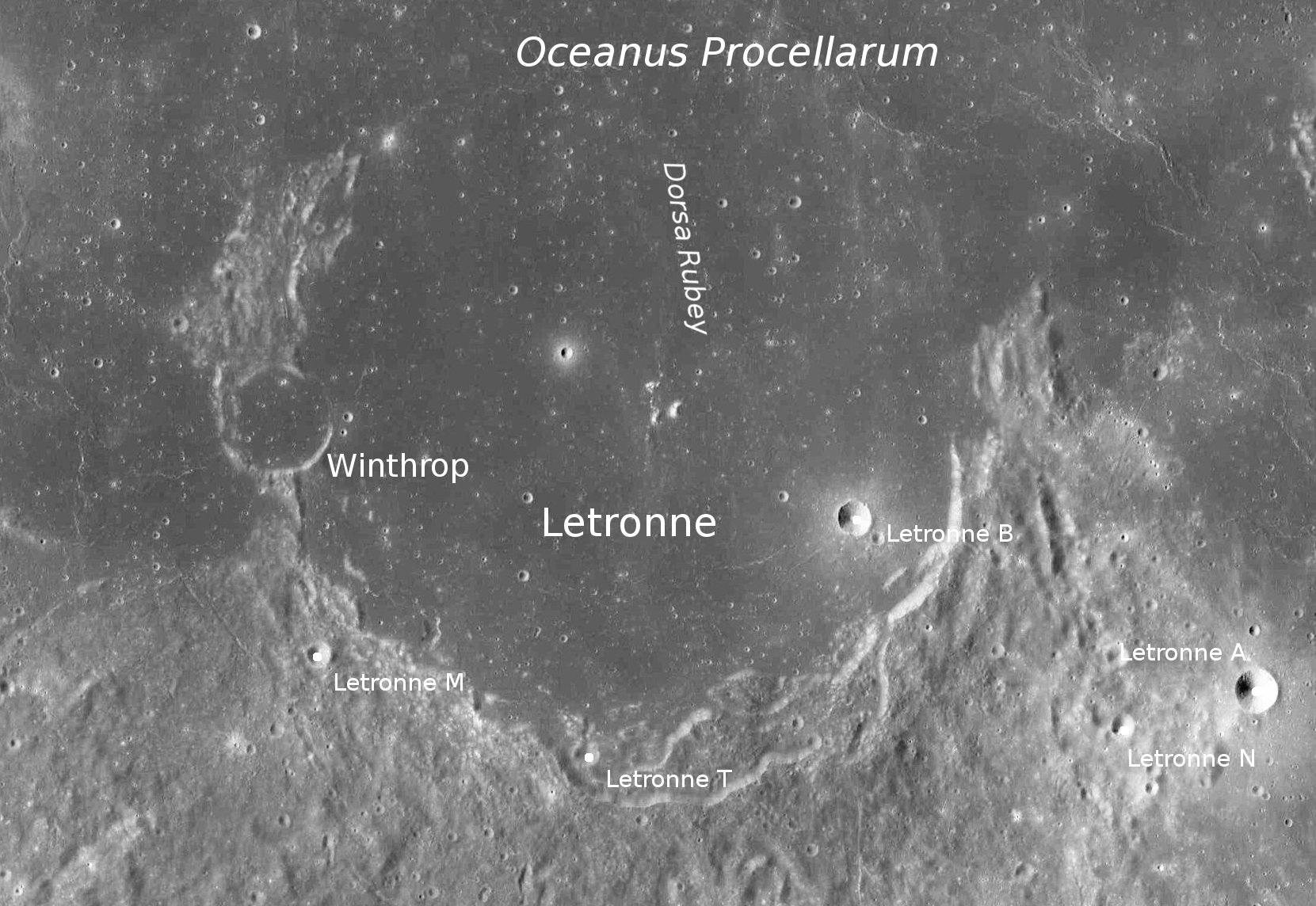
勒特罗纳环形山的周边，月球勘测轨道飞行器拍摄。

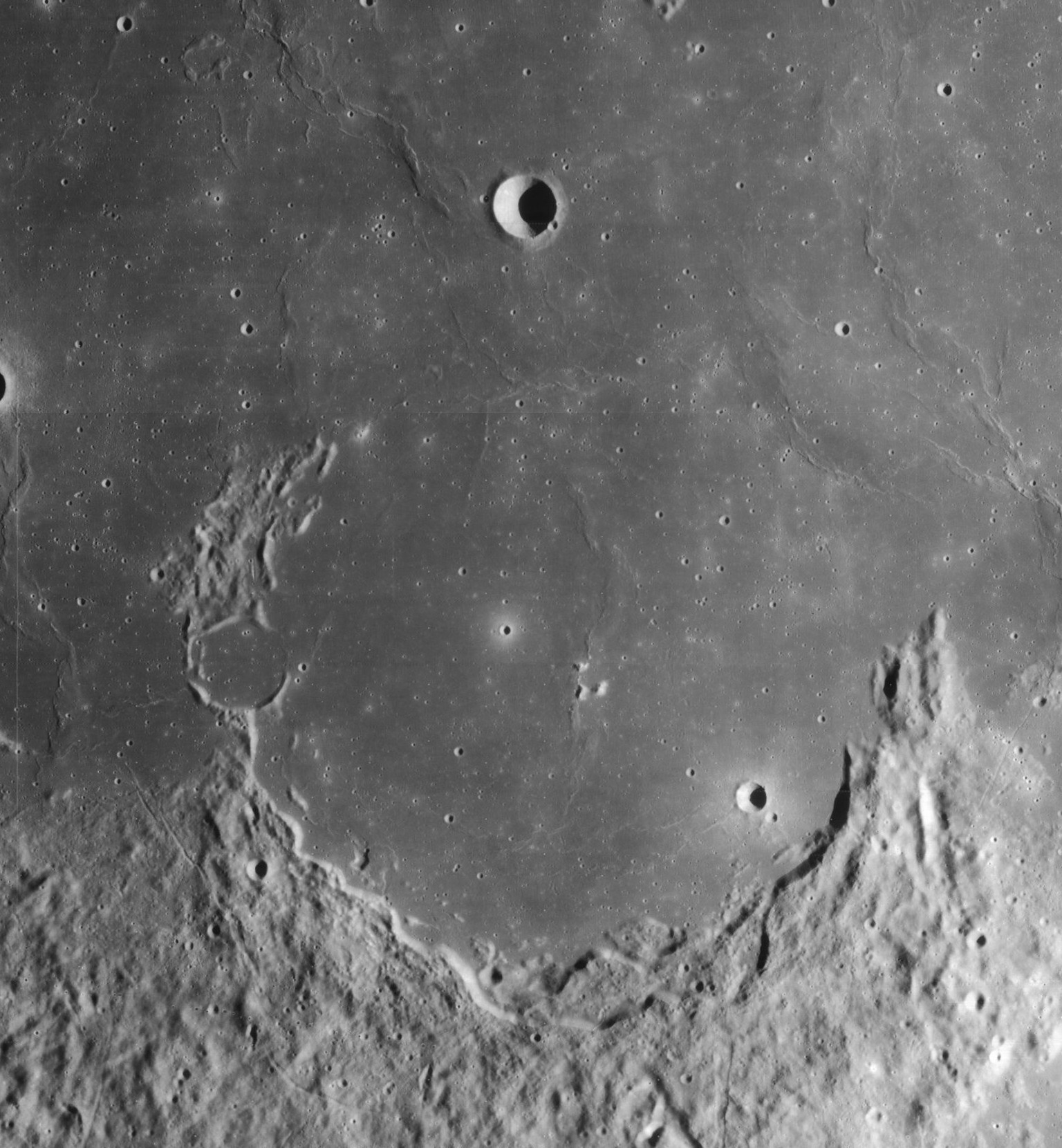
月球轨道器4号拍摄的勒特罗纳环形山大部，请注意当时太阳的角度较上面图像中的高。

该陨坑西南偏西靠近比伊陨石坑、西北偏北毗邻佛兰斯蒂德陨石坑、维希曼陨石坑位于它的东北、东北偏东和东南分别坐落了小陨坑舍勒和大陨坑伽桑狄环形山。勒特罗纳环形山坑底北部绵延着一道皱岭-鲁比山脊，而尤因山脊则分布在它的东侧，东南和西南分别伸展着赫里戈留斯月溪（Herigonius）和比伊月溪（Rima Billy），南侧面濒临湿海。该陨坑中心月面坐标为10°30′S 42°29′W / 10.5°S 42.49°W，直径117.6公里，深度1.19公里。
勒特罗纳环形山外观呈半圆形状，其北侧坑壁已完全消失，坑底直接与风暴洋连接成一体，成为风暴洋西南边缘上的一处面北的月湾。残存的坑壁类似半圈形的山脊。其中西侧边缘上坐落了温思罗普陨石坑，而东侧坑壁高出周边900米，其北端构成了一座伸入在月海的月岬。该陨坑坑内已被玄武岩熔岩淹没，表面较为平坦，坑底中心坐落了四座高约200米小山丘，其中三座呈三角状分布，坑底东南则是一座醒目的碗状撞击坑-卫星坑勒特罗纳 B。

## 卫星陨石坑
按惯例，最靠近勒特罗纳环形山的卫星坑将在月图上以字母标注在该坑的中心点旁。

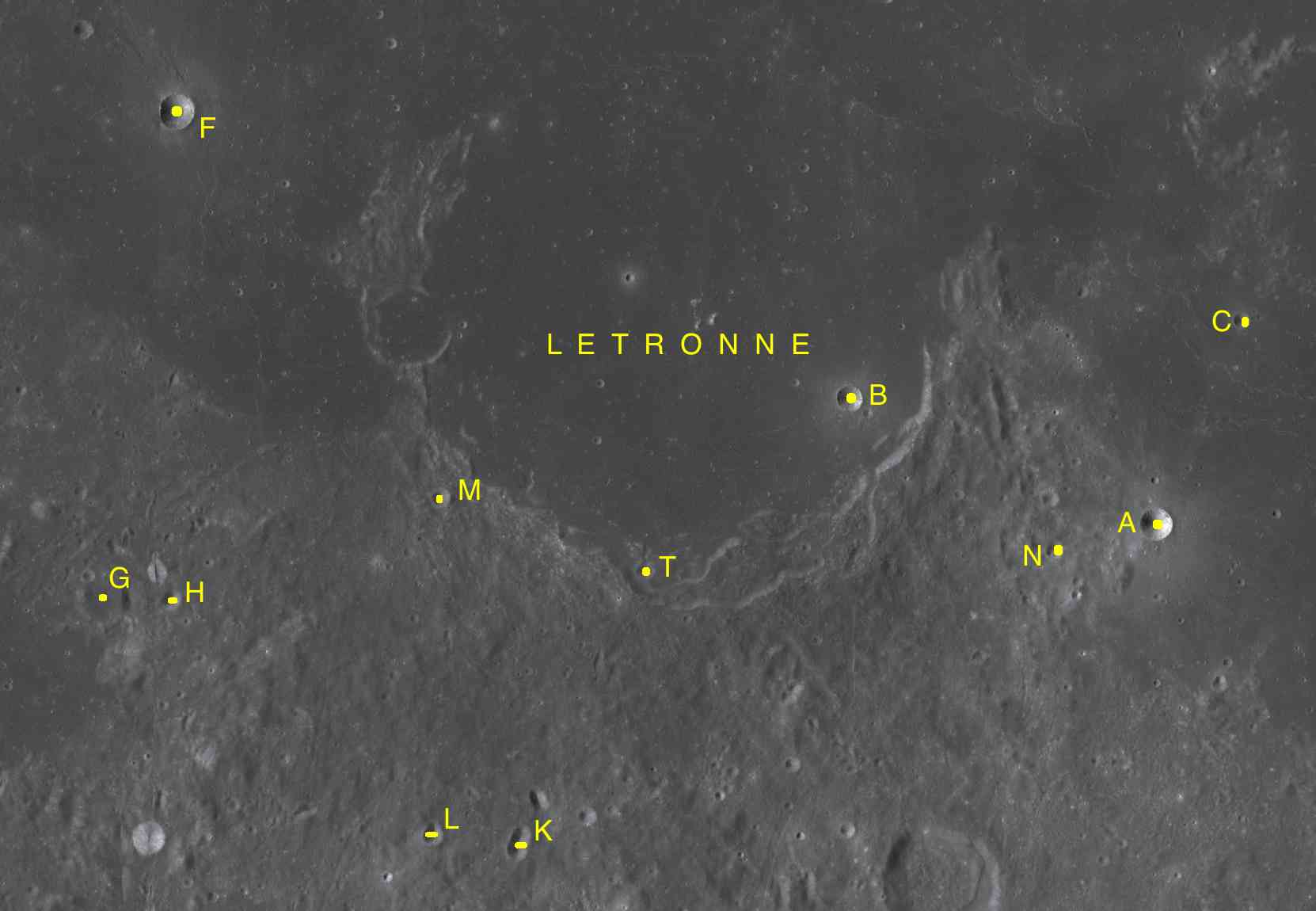
LAC-75 区域图

| 勒特罗纳 | 纬度    | 经度    | 直径    |
| -------- | ------- | ------- | ------- |
| A        | 12.1° S | 39.1° W | 7 公里  |
| B        | 11.2° S | 41.2° W | 5 公里  |
| C        | 10.7° S | 38.5° W | 4 公里  |
| F        | 9.2° S  | 46.1° W | 8 公里  |
| G        | 12.7° S | 46.5° W | 10 公里 |
| H        | 12.6° S | 46.0° W | 4 公里  |
| K        | 14.5° S | 43.6° W | 5 公里  |
| L        | 14.3° S | 44.3° W | 5 公里  |
| M        | 12.0° S | 44.1° W | 3 公里  |
| N        | 12.3° S | 39.8° W | 4 公里  |
| T        | 12.5° S | 42.6° W | 3 公里  |

以下陨石坑已被国际天文学联合会更名 ：
- 卫星坑勒特罗纳 D查看舍勒陨石坑；
- 卫星坑勒特罗纳 P查看温思罗普陨石坑。

## 另请参阅
- Andersson, L. E.; Whitaker, E. A. . NASA RP-1097. 1982.
- Blue, Jennifer. . USGS. July 25, 2007  [2007-08-05]. （原始内容存档于2012-04-08）.
- Bussey, B.; Spudis, P. . New York: Cambridge University Press. 2004. ISBN 978-0-521-81528-4.
- Cocks, Elijah E.; Cocks, Josiah C. . Tudor Publishers. 1995. ISBN 978-0-936389-27-1.
- McDowell, Jonathan. . Jonathan's Space Report. July 15, 2007  [2007-10-24]. （原始内容存档于2012-05-26）.
- Menzel, D. H.; Minnaert, M.; Levin, B.; Dollfus, A.; Bell, B. . Space Science Reviews. 1971, 12 (2): 136–186. Bibcode:1971SSRv...12..136M. doi:10.1007/BF00171763.
- Moore, Patrick. . Sterling Publishing Co. 2001. ISBN 978-0-304-35469-6.
- Price, Fred W. . Cambridge University Press. 1988. ISBN 978-0-521-33500-3.
- Rükl, Antonín. . Kalmbach Books. 1990. ISBN 978-0-913135-17-4.
- Webb, Rev. T. W.  6th revised. Dover. 1962. ISBN 978-0-486-20917-3.
- Whitaker, Ewen A. . Cambridge University Press. 1999. ISBN 978-0-521-62248-6.
- Wlasuk, Peter T. . Springer. 2000. ISBN 978-1-85233-193-1.